# Jerry Frei
Gerald L. Frei (Oregon, Wisconsin, 1924. június 3. – Denver, Colorado, 2001. február 16.) amerikai amerikaifutball-edző és -játékos, az NFL toborzója, valamint a második világháború idején a légi hírszerzés főhadnagya.

## Fiatalkora
Brooklynban nőtt fel, majd családja Stoughtonba költözött. 1941-ben, röviddel a 17. születésnapja előtt érettségizett; halála után az iskolai dicsőségcsarnok tagja lett. 1945-ben feleségül vette egykori osztálytársát, Marian Bensont.

### Wisconsin Badgers
1942-ben a Wisconsini Egyetem guardja volt; 1943-ra egy játékos kivételével mindenkit, így Freit is besorozták.

### Második világháború
A légierő pilótájaként a csendes-óceáni hadszíntéren 67 misszión vett részt, melyek keretében egy fegyvertelen P–38 Lightning fedélzetén a bombázandó japán célpontokról készített fotókat. Megkapta a két tölgylevéllel díszített Air Medalt, azaz lényegében háromszor tüntették ki.

### Visszatérés a Wisconsin Badgershöz
Leszerelését követően 1946–1947-ben visszatért a Wisconsin Badgers csapatához. 1948-ban szerzett diplomát.

## Pályafutása

### Kezdetek
Pilótatársa, Don Garbarino javaslatára Oregonba utazott, ahol a portlandi Grant Középiskola helyettes edzője lett; a csapat 1949-ben állami bajnok lett. 1950-ben a Lincoln Középiskola, 1952-től pedig az egyetemi Willamette Bearcats edzője lett.

### Oregon Ducks
1955-ben a népszerű Len Casanova csapatának tagja lett; a következő évben előléptették támadóedzővé. 1967 januárjában, az Autzen Stadion átadásakor Casanova atlétikai igazgató lett, őt a vezetőedzői poszton Frei váltotta. 1970-ben az Air Force Falconst, a UCLA Bruinst és a USC Trojanst is legyőzték, ezzel holtversenyben a konferencia második helyére kerültek. Freit a szezonban a United Press International kétszer is a hét edzőjének választotta.
Konzervatívként ismerték; mivel játékosainak többségénél fiatalabb volt, soha nem próbálta hajviseletüket vagy politikai nézeteiket befolyásolni. Játékosait soha nem kölyköknek, hanem fiatal férfiaknak hívta, amit némelyikük nem értett, mások kigúnyoltak. Játékosaira hosszú távon is pozitív hatást gyakorolt.
Életrajza soha nem említette katonai szolgálatát, a második és harmadik egyetemi éve közötti négy éves szünet okát; játékosai is csak évekkel később tudták meg. Az Oregon Ducksnál 17 szezont töltött; tizenkettőt helyettes edzőként, ötöt pedig vezetőedzőként.

#### Lemondása
1972. január 19-én, két hónappal az 1971-es szezont követően lemondott. Az utolsó játékon a Civil War keretében 30–29-re kikaptak az Oregon State Beavers ellen. Ahmad Rashad combsérülés miatt nem játszhatott. Ez volt az Oregon State nyolcadik egymásutáni győzelme.
Lemondását követően Eugene-ben népszerű maradt. Felmerült, hogy folytatja pályafutását, de a Norv Ritchey atlétikai igazgatóval való nézeteltérése miatt lemondott. Ritchey azt szerette volna, ha a kritikák enyhítése érdekében Frei néhány helyettesét kirúgja. Utolsó munkatársai között több későbbi NFL-beli edző is volt.
Iain Moore, a hallgatói tanács radikális elnöke Frei kirúgását kritizálta.

### NFL
1972 és 1975 között a Denver Broncos, 1976–1977-ben a Tampa Bay Buccaneers, 1978 és 1980 között pedig a Chicago Bears edzője volt. 1981-ben visszatért a Broncoshoz, ahol támadóedző, majd toborzó lett. Nyugdíjba vonulásától haláláig tanácsadó volt.

## Családja
Özvegye 2011 márciusában hunyt el; sírhelyük a denveri Fort Logan temetőben van.
Fiai David Frei, több kutyabemutató műsorvezetője és Terry Frei újságíró, aki Third Down and a War to Go címen könyvet írt a Wisconsin Badgers 1942-es csapatáról. Lányai Judy Frei Kaplan tanár, Susan Frei Earley balettigazgató és Nancy McCormick peres ügysegéd.

## Eredményei vezetőedzőként
| Szezon                                   | Eredmény                                 | Eredmény                                 | Helyezés                                 |
| Szezon                                   | Összesített                              | Konferencia                              | Helyezés                                 |
| Oregon Ducks (AAWU/Pacific-8 Conference) | Oregon Ducks (AAWU/Pacific-8 Conference) | Oregon Ducks (AAWU/Pacific-8 Conference) | Oregon Ducks (AAWU/Pacific-8 Conference) |
| ---------------------------------------- | ---------------------------------------- | ---------------------------------------- | ---------------------------------------- |
| 1967                                     | 2–8                                      | 1–5                                      | T–7.                                     |
| 1968                                     | 4–6                                      | 2–4                                      | T–5.                                     |
| 1969                                     | 5–5–1                                    | 2–3                                      | 5.                                       |
| 1970                                     | 6–4–1                                    | 4–3                                      | T–2.                                     |
| 1971                                     | 5–6                                      | 2–4                                      | 6.                                       |
| Összesen:                                | 22–29–2                                  | 11–19                                    | –                                        |

## Fordítás
- Ez a szócikk részben vagy egészben  a   Jerry Frei című angol Wikipédia-szócikk ezen változatának fordításán alapul.  Az eredeti cikk szerkesztőit annak laptörténete sorolja fel. Ez a jelzés csupán a megfogalmazás eredetét és a szerzői jogokat jelzi, nem szolgál a cikkben szereplő információk forrásmegjelöléseként.